# يوكو تانيجوتشي
يوكو تانيجوتشي (بالإنجليزية: Yuko Taniguchi)‏‏ (من مواليد 1975 ) روائية من الولايات المتحدة.